# Barmak Akram
Barmak Akram (né en 1966 à Kaboul) est un réalisateur et documentariste afghan .

## Biographie
Barkam Akram s'est installé en France en 1981 où il est arrivé en tant que réfugié politique.
Diplômé de la Femis (département « Image », promotion 1995), il a réalisé des documentaires. Son premier long métrage de fiction, L'Enfant de Kaboul, est sorti en France en 2009.
Son second long métrage, Wajma, une fiancée afghane, a été présenté au Festival de Cannes 2013 dans la programmation de l'ACID.
Barmak Akram est connu également comme plasticien et musicien.

## Filmographie
- 2009 : L'Enfant de Kaboul
- 2013 : Wajma